# 30e conseil des ministres du Canada
Confédération canadienne
29e conseil des ministres 
Le 30e conseil des ministres du Canada (en anglais : 30th Canadian Ministry), communément appelé gouvernement Carney, est l'actuel conseil des ministres du Canada.

## Historique du mandat
Dirigé par le premier ministre libéral Mark Carney à la suite de la démission de Justin Trudeau, ce gouvernement minoritaire est constitué et soutenu par le Parti libéral du Canada. Formé cinq jours après l'élection de Carney à la tête de ce parti, il est assermenté le jour même où ce dernier devient premier ministre du Canada. Outre le premier ministre, le cabinet initial est formé de 23 ministres, 11 femmes et 12 hommes, une diminution par rapport aux 37 ministres qui épaulaient le premier ministre Justin Trudeau dans le précédent conseil des ministres. Mais, celui-ci est temporaire puisque le 23 mars 2025, Mark Carney déclenche la campagne électorale pour des élections fédérales le 28 avril 2025.
À l'issue de ce scrutin, malgré une augmentation de son nombre de députés, le gouvernement libéral reste minoritaire et Mark Carney remanie son conseil des ministres le 13 mai 2025. Le nouveau conseil comprend, sans le premier ministre, 28 membres avec une parité de femmes et d'hommes. Pour appuyer le conseil, dix secrétaires d'État sont également nommés pour assister certains ministres dans des domaines particuliers.  

## Composition actuelle
Dernière mise à jour : 17 juillet 2025.
| Titulaire                   | Titulaire | Fonction                                                                                      | Début du mandat          |
| --------------------------- | --- | --------------------------------------------------------------------------------------------- | ------------------------ |
| Mark Carney                 | | Premier ministre                                                                              | 14 mars 2025             |
| Shafqat Ali                 | | Président du Conseil du Trésor                                                                | 13 mai 2025              |
| Rebecca Alty                | | Ministre des Relations Couronne-Autochtones                                                   | 13 mai 2025              |
| Anita Anand                 | | Ministre des Affaires étrangères                                                              | 13 mai 2025              |
| Gary Anandasangaree         | | Ministre de la Sécurité publique                                                              | 13 mai 2025              |
| François-Philippe Champagne | | Ministre des Finances                                                                         | 14 mars 2025-13 mai 2025 |
| François-Philippe Champagne | Ministre des Finances et du Revenu national                                                                                   | 13 mai 2025                                                                                   |                          |
| Rebecca Chartrand           | | Ministre des Affaires du Nord et de l'Arctique                                                | 13 mai 2025              |
| Rebecca Chartrand           | Ministre responsable de l'Agence canadienne de développement économique du Nord                                               | 13 mai 2025                                                                                   |                          |
| Julie Dabrusin              | | Ministre de l'Environnement et du Changement climatique                                       | 13 mai 2025              |
| Sean Fraser                 | | Ministre de la Justice et procureur général du Canada                                         | 13 mai 2025              |
| Sean Fraser                 | Ministre responsable de l'Agence de promotion économique du Canada atlantique                                                 | 13 mai 2025                                                                                   |                          |
| Chrystia Freeland           | | Ministre des Transports et du Commerce intérieur                                              | 14 mars 2025             |
| Steven Guilbeault           | | Ministre de la Culture et de l'Identité canadiennes, Parcs Canada                             | 14 mars 2025-13 mai 2025 |
| Steven Guilbeault           | Ministre de l'Identité et de la Culture canadiennes                                                                           | 13 mai 2025                                                                                   |                          |
| Steven Guilbeault           | Ministre responsable des Langues officielles                                                                                  | 13 mai 2025                                                                                   |                          |
| Mandy Gull-Masty            | | Ministre des Services aux Autochtones                                                         | 13 mai 2025              |
| Patricia Hajdu              | | Ministre de l'Emploi et des Familles                                                          | 13 mai 2025              |
| Patricia Hajdu              | Ministre responsable de l'Agence fédérale de développement économique pour le Nord de l'Ontario                               | 13 mai 2025                                                                                   |                          |
| Tim Hodgson                 | | Ministre de l'Énergie et des Ressources naturelles                                            | 13 mai 2025              |
| Mélanie Joly                | | Ministre de l'Industrie                                                                       | 13 mai 2025              |
| Mélanie Joly                | Ministre responsable de Développement économique Canada pour les régions du Québec                                            | 13 mai 2025                                                                                   |                          |
| Dominic LeBlanc             | | Président du Conseil privé du Roi pour le Canada                                              | 13 mai 2025              |
| Dominic LeBlanc             | Ministre responsable du Commerce Canada–États-Unis, des Affaires intergouvernementales et de l'Unité de l'économie canadienne | 13 mai 2025                                                                                   |                          |
| Joël Lightbound             | | Ministre de la Transformation du gouvernement, des Services publics et de l'Approvisionnement | 13 mai 2025              |
| Heath MacDonald             | | Ministre de l'Agriculture et de l'Agroalimentaire                                             | 13 mai 2025              |
| Steven MacKinnon            | | Leader du gouvernement à la Chambre des communes                                              | 13 mai 2025              |
| David McGuinty              | | Ministre de la Défense nationale                                                              | 13 mai 2025              |
| Jill McKnight               | | Ministre des Anciens combattants                                                              | 13 mai 2025              |
| Lena Metlege Diab           | | Ministre de l'Immigration, des Réfugiés et de la Citoyenneté                                  | 13 mai 2025              |
| Marjorie Michel             | | Ministre de la Santé                                                                          | 13 mai 2025              |
| Eleanor Olszewski           | | Ministre de la Gestion des urgences et de la Résilience des communautés                       | 13 mai 2025              |
| Eleanor Olszewski           | Ministre responsable de Développement économique Canada pour les Prairies                                                     | 13 mai 2025                                                                                   |                          |
| Gregor Robertson            | | Ministre du Logement et de l'Infrastructure                                                   | 13 mai 2025              |
| Gregor Robertson            | Ministre responsable de Développement économique Canada pour le Pacifique                                                     | 13 mai 2025                                                                                   |                          |
| Maninder Sidhu              | | Ministre du Commerce international                                                            | 13 mai 2025              |
| Evan Solomon                | | Ministre de l'Intelligence artificielle et de l'Innovation numérique                          | 13 mai 2025              |
| Evan Solomon                | Ministre responsable de l'Agence fédérale de développement économique pour le Sud de l'Ontario                                | 13 mai 2025                                                                                   |                          |
| Joanne Thompson             | | Ministre des Pêches, des Océans et de la Garde côtière canadienne                             | 14 mars 2025-13 mai 2025 |
| Joanne Thompson             | Ministre des Pêches | 13 mai 2025                                                                                   |                          |
| Rechie Valdez               | | Ministre des Femmes et de l'Égalité des genres                                                | 13 mai 2025              |

## Composition par ministre

### Cabinet initial (14 mars 2025)
Nommé le jour d'assermentation de Mark Carney comme premier ministre.
| Titulaire                   | Titulaire | Titulaire | Fonction | Circonscription           | Prov./terr. |
| --------------------------- | --------- | --------- | --- | ------------------------- | ----------- |
| Mark Carney                 |           |           | Premier ministre | Non élu                   |             |
| Anita Anand                 |           |           | Ministre de l'Innovation, des Sciences et de l'Industrie                                                                     | Oakville                  | ON          |
| Gary Anandasangaree         |           |           | Ministre de la Justice et procureur général et ministre des Relations Couronne-Autochtones et des Affaires du Nord           | Scarborough—Rouge Park    | ON          |
| Rachel Bendayan             |           |           | Ministre de l'Immigration, des Réfugiés et de la Citoyenneté                                                                 | Outremont                 | QC          |
| Bill Blair                  |           |           | Ministre de la Défense nationale                                                                                             | Scarborough-Sud-Ouest     | ON          |
| Kody Blois                  |           |           | Ministre de l'Agriculture et de l'Agroalimentaire et du Développement économique rural                                       | Kings—Hants               | NÉ          |
| Élisabeth Brière            |           |           | Ministre des Anciens combattants et Ministre responsable de l'Agence du revenu du Canada                                     | Sherbrooke                | QC          |
| François-Philippe Champagne |           |           | Ministre des Finances | Saint-Maurice—Champlain   | QC          |
| Terry Duguid                |           |           | Ministre de l'Environnement et du Changement climatique                                                                      | Winnipeg-Sud              | MB          |
| Ali Ehsassi                 |           |           | Ministre de la Transformation du gouvernement, des Services publics et de l'Approvisionnement                                | Willowdale                | ON          |
| Nathaniel Erskine-Smith     |           |           | Ministre du Logement, de l'Infrastructure et des Collectivités                                                               | Beaches—East York         | ON          |
| Chrystia Freeland           |           |           | Ministre des Transports et du Commerce intérieur                                                                             | University—Rosedale       | ON          |
| Steven Guilbeault           |           |           | Ministre de la Culture et de l'Identité canadiennes, Parcs Canada et lieutenant du Québec                                    | Laurier—Sainte-Marie      | QC          |
| Patricia Hajdu              |           |           | Ministre des Services aux Autochtones                                                                                        | Thunder Bay—Superior-Nord | ON          |
| Mélanie Joly                |           |           | Ministre des Affaires étrangères et du Développement international                                                           | Ahuntsic-Cartierville     | QC          |
| Arielle Kayabaga            |           |           | Leader du gouvernement à la Chambre des communes et ministre des Institutions démocratiques                                  | London-Ouest              | ON          |
| Kamal Khera                 |           |           | Ministre de la Santé | Brampton-Ouest            | ON          |
| Dominic LeBlanc             |           |           | Ministre du Commerce international et des Affaires intergouvernementales et président du Conseil privé du Roi pour le Canada | Beauséjour                | NB          |
| Steven MacKinnon            |           |           | Ministre de l'Emploi et des Familles                                                                                         | Gatineau                  | QC          |
| David McGuinty              |           |           | Ministre de la Sécurité publique et de la Protection civile                                                                  | Ottawa-Sud                | ON          |
| Ginette Petitpas Taylor     |           |           | Présidente du Conseil du Trésor                                                                                              | Moncton—Riverview—Dieppe  | NB          |
| Joanne Thompson             |           |           | Ministre des Pêches, des Océans et de la Garde côtière canadienne                                                            | St. John's-Est            | TNL         |
| Rechie Valdez               |           |           | Whip en chef du gouvernement                                                                                                 | Mississauga—Streetsville  | ON          |
| Jonathan Wilkinson          |           |           | Ministre de l'Énergie et des Ressources naturelles                                                                           | North Vancouver           | CB          |

### Remaniement (13 mai 2025)
À la suite des élections fédérales canadiennes de 2025. En italique les ministres qui changent de portefeuille. En gras les nouveaux membres du cabinet.
| Titulaire                   | Titulaire | Titulaire | Fonction | Circonscription                  | Prov./terr. |
| --------------------------- | --------- | --------- | --- | -------------------------------- | ----------- |
| Mark Carney                 |           |           | Premier ministre | Nepean                           | ON          |
| Shafqat Ali                 |           |           | Président du Conseil du Trésor | Brampton—Chinguacousy Park       | ON          |
| Rebecca Alty                |           |           | Ministre des Relations Couronne-Autochtones | Territoires du Nord-Ouest        | TNO         |
| Anita Anand                 |           |           | Ministre des Affaires étrangères | Oakville                         | ON          |
| Gary Anandasangaree         |           |           | Ministre de la Sécurité publique | Scarborough—Rouge Park           | ON          |
| François-Philippe Champagne |           |           | Ministre des Finances et du Revenu national | Saint-Maurice—Champlain          | QC          |
| Rebecca Chartrand           |           |           | Ministre des Affaires du Nord et de l'Arctique et ministre responsable de l'Agence canadienne de développement économique du Nord                                                 | Churchill—Keewatinook Aski       | MB          |
| Julie Dabrusin              |           |           | Ministre de l'Environnement et du Changement climatique | Toronto—Danforth                 | ON          |
| Sean Fraser                 |           |           | Ministre de la Justice et procureur général du Canada et ministre responsable de l'Agence de promotion économique du Canada atlantique                                            | Nova-Centre                      | NÉ          |
| Chrystia Freeland           |           |           | Ministre des Transports et du Commerce intérieur | University—Rosedale              | ON          |
| Steven Guilbeault           |           |           | Ministre de l'Identité et de la Culture canadiennes et ministre responsable des Langues officielles                                                                               | Laurier—Sainte-Marie             | QC          |
| Mandy Gull-Masty            |           |           | Ministre des Services aux Autochtones | Abitibi—Baie-James—Nunavik—Eeyou | QC          |
| Patricia Hajdu              |           |           | Ministre de l'Emploi et des Familles et ministre responsable de l'Agence fédérale de développement économique pour le Nord de l'Ontario                                           | Thunder Bay—Superior-Nord        | ON          |
| Tim Hodgson                 |           |           | Ministre de l'Énergie et des Ressources naturelles | Markham—Thornhill                | ON          |
| Mélanie Joly                |           |           | Ministre de l'Industrie et ministre responsable de Développement économique Canada pour les régions du Québec                                                                     | Ahuntsic-Cartierville            | QC          |
| Dominic LeBlanc             |           |           | Président du Conseil privé du Roi pour le Canada et ministre responsable du Commerce Canada–États-Unis, des Affaires intergouvernementales et de l'Unité de l'économie canadienne | Beauséjour                       | NB          |
| Joël Lightbound             |           |           | Ministre de la Transformation du gouvernement, des Services publics et de l'Approvisionnement                                                                                     | Louis-Hébert                     | QC          |
| Heath MacDonald             |           |           | Ministre de l'Agriculture et de l'Agroalimentaire | Malpeque                         | IPÉ         |
| Steven MacKinnon            |           |           | Leader du gouvernement à la Chambre des communes | Gatineau                         | QC          |
| David McGuinty              |           |           | Ministre de la Défense nationale | Ottawa-Sud                       | ON          |
| Jill McKnight               |           |           | Ministre des Anciens combattants | Delta                            | CB          |
| Lena Metlege Diab           |           |           | Ministre de l'Immigration, des Réfugiés et de la Citoyenneté | Halifax-Ouest                    | NÉ          |
| Marjorie Michel             |           |           | Ministre de la Santé | Papineau                         | QC          |
| Eleanor Olszewski           |           |           | Ministre de la Gestion des urgences et de la Résilience des communautés et ministre responsable de Développement économique Canada pour les Prairies                              | Edmonton-Centre                  | AB          |
| Gregor Robertson            |           |           | Ministre du Logement et de l'Infrastructure et ministre responsable de Développement économique Canada pour le Pacifique                                                          | Vancouver Fraserview—Burnaby-Sud | CB          |
| Maninder Sidhu              |           |           | Ministre du Commerce international | Brampton-Est                     | ON          |
| Evan Solomon                |           |           | Ministre de l'Intelligence artificielle et de l'Innovation numérique et ministre responsable de l'Agence fédérale de développement économique pour le Sud de l'Ontario            | Toronto-Centre                   | ON          |
| Joanne Thompson             |           |           | Ministre des Pêches | St. John's-Est                   | TNL         |
| Rechie Valdez               |           |           | Ministre des Femmes et de l'Égalité des genres et secrétaire d'État (Petites Entreprises et Tourisme)                                                                             | Mississauga—Streetsville         | ON          |